# Craspedosis niveosignata
Craspedosis niveosignata là một loài bướm đêm trong họ Geometridae.